# Herny
Herny (Duits: Herlingen) is een gemeente in het Franse departement Moselle (regio Grand Est) en telt 394 inwoners (1999). De plaats maakt deel uit van het arrondissement Forbach-Boulay-Moselle.

## Geografie
De oppervlakte van Herny bedraagt 9,6 km², de bevolkingsdichtheid is 41,0 inwoners per km².

## Verkeer en vervoer
In de gemeente ligt spoorwegstation Herny.
De onderstaande kaart toont de ligging van Herny met de belangrijkste infrastructuur en aangrenzende gemeenten.

## Demografie
Onderstaande figuur toont het verloop van het inwonertal (bron: INSEE-tellingen).